# João Goulart
João Belchior Marques Goulart (São Borja, 1 de março de 1919 — Mercedes, 6 de dezembro de 1976), conhecido popularmente como Jango, foi um advogado, agropecuarista e político brasileiro, que serviu como o 24.º presidente do Brasil, de 7 de setembro de 1961 a 2 de abril de 1964, quando foi deposto por um golpe militar. Anteriormente, foi o 14.º vice-presidente do Brasil, de 31 de janeiro de 1956 a 25 de agosto de 1961, sob os presidentes Juscelino Kubitschek e Jânio Quadros. Notavelmente, nas eleições de 1955, Jango obteve mais votos para vice-presidente do que o próprio JK para presidente, e foi o primeiro político brasileiro a ser reeleito para um segundo mandato consecutivo no mesmo cargo executivo federal (vice-presidência).
Herdeiro político de Getúlio Vargas, Jango é considerado um dos principais expoentes do trabalhismo no Brasil. Sua presidência foi marcada por intensa polarização política e social, com propostas de Reformas de Base que visavam profundas transformações estruturais no país. Sua deposição instaurou uma ditadura militar que durou 21 anos. Jango faleceu no exílio na Argentina.

## Início de vida, família e educação
João Goulart nasceu na Estância de Iguariaçá, no então distrito de Itacurubi (hoje município emancipado), em São Borja, Rio Grande do Sul, em 1º de março de 1919. Era filho de Vicente Rodrigues Goulart, um abastado estancieiro e coronel da Guarda Nacional que havia combatido ao lado de Borges de Medeiros na Revolução de 1923, e de Vicentina Marques Goulart, conhecida como "Dona Vicentina", uma dona de casa. Jango foi o primogênito de oito filhos do casal: teve seis irmãs – Eufrides, Maria, Nair, Yolanda, Cila e Neusa – e um irmão, Ivan, profundamente ligado a Jango, que faleceu de leucemia aos 33 anos. Um outro irmão, Rivadávia, morreu de meningite na infância. Seguindo uma tradição local, sua mãe o vestiu com roupas femininas durante seu primeiro ano de vida.
A família Goulart possuía raízes açorianas; seu avô paterno, Alfeu Rodrigues Goulart, era filho de imigrantes açorianos. O sobrenome "Goulart" tem origem flamenga, possivelmente derivado de "Govaert" ou "Van Govaert", e foi introduzido nos Açores por colonos flamengos, chegando ao Brasil com a imigração açoriana no século XVIII.
Durante a infância, recebeu os apelidos de "Jango" e "Janguinho". Passou os primeiros anos na estância e, posteriormente, mudou-se com a família para Itaqui, onde seu pai estabeleceu uma parceria com Protásio Vargas, irmão de Getúlio, em um frigorífico. Ali, Jango e seus irmãos estudaram no Colégio das Irmãs Teresianas. Foi em Itaqui que desenvolveu o gosto pelo futebol e pela natação.
De volta a São Borja, foi matriculado no Ginásio Santana, dos Irmãos Maristas, em Uruguaiana, onde cursou o primário, sendo reprovado em 1931. Em seguida, seu pai o enviou para o Colégio Anchieta, em Porto Alegre. Na capital gaúcha, destacou-se no futebol, jogando como lateral-direito no time infanto-juvenil do Sport Club Internacional, sagrando-se campeão estadual em 1932.
Após concluir o ensino médio no Ginásio Santana em Uruguaiana, ingressou na Faculdade de Direito da Universidade Federal do Rio Grande do Sul (UFRGS) em Porto Alegre, para satisfazer o desejo de seu pai. Na faculdade, manteve uma vida social ativa, mas durante esse período contraiu uma infecção sexualmente transmissível (possivelmente sífilis ou gonorreia com complicações artríticas), que resultou em uma paralisia parcial e permanente de seu joelho esquerdo, apesar de tratamentos e cirurgia. Essa condição o levou a se formar em Direito em 1939, separadamente de sua turma, e o impediu de seguir carreira militar, como cogitara. Jango nunca exerceu a advocacia, dedicando-se à administração das propriedades rurais da família.
Entre 1941 e 1945, consolidou sua posição como um próspero agropecuarista, utilizando empréstimos bancários para expandir seus negócios com gado, acumulando um patrimônio considerável. Apesar de sua riqueza, era conhecido pelo tratamento afável com seus empregados e pela humildade com os mais necessitados, além de rechaçar qualquer forma de discriminação.

## Carreira política
Após a morte de seu pai em 1943, Jango assumiu integralmente a gestão das estâncias da família. Com a queda de Getúlio Vargas em 1945, amigo próximo de seu pai, Goulart decidiu ingressar na vida política.

### Começo no PTB
Recusando um convite inicial para se filiar ao PSD por intermédio de Protásio Vargas, Jango aceitou, por influência direta de Getúlio, ingressar no recém-fundado Partido Trabalhista Brasileiro (PTB). Tornou-se o primeiro presidente do diretório do PTB em São Borja e, posteriormente, ascenderia à presidência estadual e nacional do partido.
Em 1947, a conselho de Vargas, candidatou-se a deputado estadual na Assembleia Legislativa do Rio Grande do Sul, sendo eleito com 4 150 votos, um dos mais votados do estado, superando seu futuro cunhado Leonel Brizola, que também iniciava sua trajetória política. Como deputado estadual, teve atuação discreta, mas se tornou um importante articulador político e confidente de Getúlio Vargas, incentivando-o a concorrer nas eleições presidenciais de 1950.
Em 18 de abril de 1950, Jango foi um dos principais articuladores do lançamento da candidatura de Vargas à presidência. Nas mesmas eleições, elegeu-se deputado federal pelo Rio Grande do Sul com 39 832 votos, o segundo mais votado do PTB gaúcho. Assumiu o mandato em fevereiro de 1951, mas licenciou-se para ocupar o cargo de Secretário do Interior e Justiça do Rio Grande do Sul no governo de Ernesto Dornelles, primo de Getúlio. Nesse posto, dedicou-se à reestruturação do sistema prisional estadual. Renunciou à secretaria em março de 1952, a pedido de Vargas, para auxiliar na resolução de impasses políticos no Ministério do Trabalho, Indústria e Comércio.

### O Caso dos Pinhos
Em 1954, investigações apontaram um suposto financiamento ilegal da campanha presidencial de Getúlio Vargas em 1950 com recursos provenientes da Argentina, então governada por Juan Domingo Perón. João Goulart foi implicado como o intermediário dessas negociações. A denúncia de interferência peronista no Brasil já havia sido levantada pelo então Ministro das Relações Exteriores, João Neves da Fontoura, contribuindo para a crise política que culminou no suicídio de Vargas. O esquema envolveria a exportação superfaturada de toras de pinho do Brasil para a Argentina, com comissões pagas a uma empresa da qual Jango era sócio, a Vale do Uruguai Ltda. As investigações e acusações sobre este caso, no entanto, não resultaram em condenações formais contra Goulart e foram frequentemente vistas como parte da acirrada disputa política da época.

### Ministro do Trabalho
Em junho de 1953, em meio a uma profunda crise política e econômica, com greves operárias e forte oposição ao governo Vargas, Jango foi nomeado Ministro do Trabalho, Indústria e Comércio. Sua gestão foi marcada pela tentativa de mediar conflitos entre trabalhadores e patrões, pela defesa dos direitos trabalhistas e por uma postura progressista que alarmou setores conservadores. Foi acusado por jornais como o The New York Times de adotar práticas peronistas e de manipular o movimento sindical.
Como ministro, convocou o 1º Congresso Brasileiro de Previdência Social e implementou medidas para expandir a previdência, como o financiamento de moradias populares. Era conhecido por sua acessibilidade a trabalhadores e sindicalistas, o que contrastava com a formalidade de outros políticos e gerava desconfiança em setores militares e empresariais. Defendia um "capitalismo com sentido social", criticando a especulação e a busca por lucros exorbitantes.
Seu ato mais impactante como ministro foi a proposição de um aumento de 100% no salário mínimo em 1954. A medida, que atendia a uma forte demanda popular, enfrentou ferrenha oposição de setores empresariais e contribuiu para o acirramento da crise política. Pressionado, Getúlio Vargas sancionou o aumento no Dia do Trabalhador de 1954, mas a crise culminou na demissão de Jango do ministério em 23 de fevereiro de 1954. Após o suicídio de Vargas em agosto daquele ano, e com a posse da presidência nacional do PTB, Jango consolidou-se como a principal liderança trabalhista do país.

### Entre Vargas e a Vice-Presidência

#### Decisão de continuar
Profundamente abalado pelo suicídio de Vargas, que lhe deixou uma cópia da Carta Testamento, Jango considerou abandonar a política. Refugiou-se em sua estância em São Borja por dois meses para se recuperar do choque e cuidar dos negócios da família. No entanto, foi convencido a permanecer na vida pública por figuras como Oswaldo Aranha, através de uma carta entregue por Leonel Brizola e José Gomes Talarico. Em outubro de 1954, candidatou-se ao Senado, mas não foi eleito.
Com a morte de Vargas, uma nova geração de líderes emergiu no PTB, com Jango à frente. Sob sua liderança, o partido adotou um perfil mais reformista e programático, embora Jango também tenha centralizado poder no Diretório Nacional para consolidar sua posição. Ele e o PTB buscaram modernizar o trabalhismo, adaptando-o às novas demandas sociais e a um eleitorado urbano crescente.

#### Eleições de 1955 e casamento

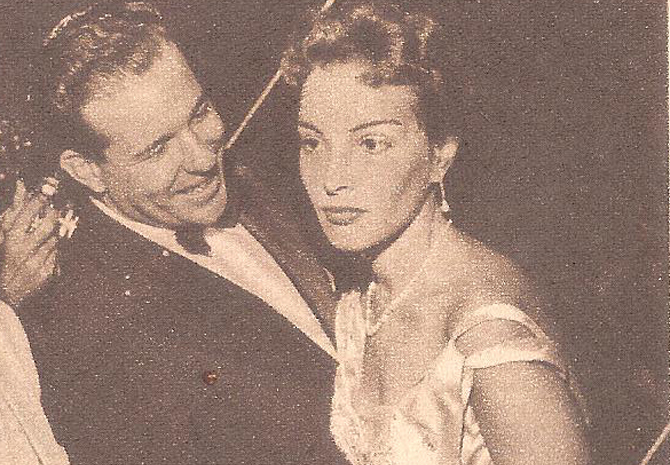
Goulart e Maria Thereza em 1956, na capa da revista O Cruzeiro.

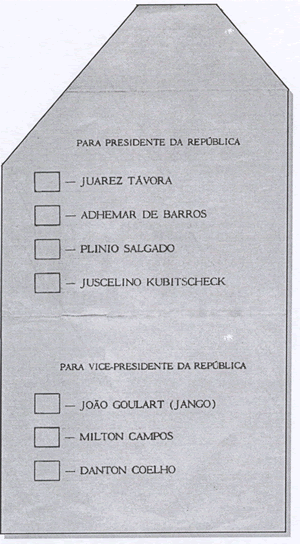
Primeira cédula eleitoral oficial do Brasil, utilizada nas eleições de 1955, com candidatos a presidente e vice-presidente em colunas separadas, permitindo o voto desvinculado.

Para as eleições presidenciais de 1955, o PSD lançou Juscelino Kubitschek (JK) como candidato. O PTB, sob a liderança de Jango, formou uma aliança com o PSD, indicando Goulart como candidato a vice-presidente na chapa JK-Jango. A candidatura de Jango gerou forte oposição de setores conservadores e militares, que o viam como uma ameaça esquerdista, especialmente após o apoio do PCB à chapa.
Em meio à campanha, e ciente da importância da imagem familiar para um político em ascensão, Jango casou-se com Maria Thereza Fontella Goulart, então com 17 anos. A cerimônia civil ocorreu por procuração em 14 de maio de 1955, pois uma tempestade impediu a chegada de Jango. O casamento religioso aconteceu quatro dias depois, seguido de uma breve lua de mel.
A campanha foi marcada por tensões e tentativas de impugnar a chapa. Carlos Lacerda acusou Jango de estocar armas, mas investigações revelaram que a denúncia era infundada e que as armas haviam sido plantadas. Apesar da oposição, JK foi eleito presidente em 3 de outubro, e Jango, beneficiado pelo sistema eleitoral que permitia o voto desvinculado para presidente e vice, foi eleito vice-presidente com uma votação superior à de JK (3,59 milhões de votos para Jango contra 3,07 milhões para JK), um feito inédito. A UDN e setores militares tentaram impedir a posse dos eleitos.

#### Lott vs. Luz: O Movimento de 11 de Novembro
A crise política se intensificou com a conspiração de setores militares e civis para impedir a posse de JK e Jango. O Ministro da Guerra, Marechal Henrique Teixeira Lott, posicionou-se como garantidor da legalidade constitucional. Em novembro de 1955, o presidente Café Filho afastou-se por motivos de saúde, assumindo interinamente o presidente da Câmara, Carlos Luz, ligado aos conspiradores. Luz tentou impedir uma punição disciplinar ao Coronel Jurandir Bizarria Mamede, que fizera um discurso inflamado contra a posse dos eleitos. Em resposta, Lott pediu demissão, mas, antes que fosse efetivada, articulou um contragolpe militar, conhecido como Movimento de 11 de Novembro, para depor Luz e assegurar a ordem constitucional.
Com o sucesso do movimento de Lott, Carlos Luz foi declarado impedido pelo Congresso, e a presidência foi assumida pelo presidente do Senado, Nereu Ramos. Luz ainda tentou resistir, embarcando no cruzador Tamandaré rumo a Santos, mas não obteve apoio. Café Filho, ao receber alta, tentou reassumir a presidência, mas também foi impedido pelo Congresso, que decretou estado de sítio para garantir a posse de Juscelino e Goulart em 31 de janeiro de 1956.

## Vice-presidência

#### Governo Juscelino Kubitschek (1956–1961)

Posse de Juscelino Kubitschek como Presidente da República e de João Goulart como Vice-Presidente. Brasília, 31 de janeiro de 1956. Arquivo Nacional.

Jango tomou posse como vice-presidente em 31 de janeiro de 1956. Inicialmente, Juscelino Kubitschek demonstrou certo distanciamento e ciúme político devido à expressiva votação de Jango, mas a relação entre os dois tornou-se pragmática e colaborativa. Jango desempenhou um papel crucial na estabilidade política do governo JK, especialmente por sua habilidade em negociar com o movimento sindical, embora isso lhe rendesse acusações de "fomentador de greves" por parte de setores conservadores. Conforme a Constituição de 1946, como vice-presidente, Jango também acumulava a função de Presidente do Senado Federal.
O PTB, sob a influência de Jango, ocupou ministérios importantes, como o do Trabalho e o da Agricultura, além de postos chave na Previdência Social. Em abril de 1956, Jango realizou uma visita oficial aos Estados Unidos, retribuindo a visita do vice-presidente Richard Nixon. Na ocasião, defendeu a soberania brasileira em relação ao comunismo, afirmando ser uma questão interna, contrariando a visão intervencionista dos EUA.

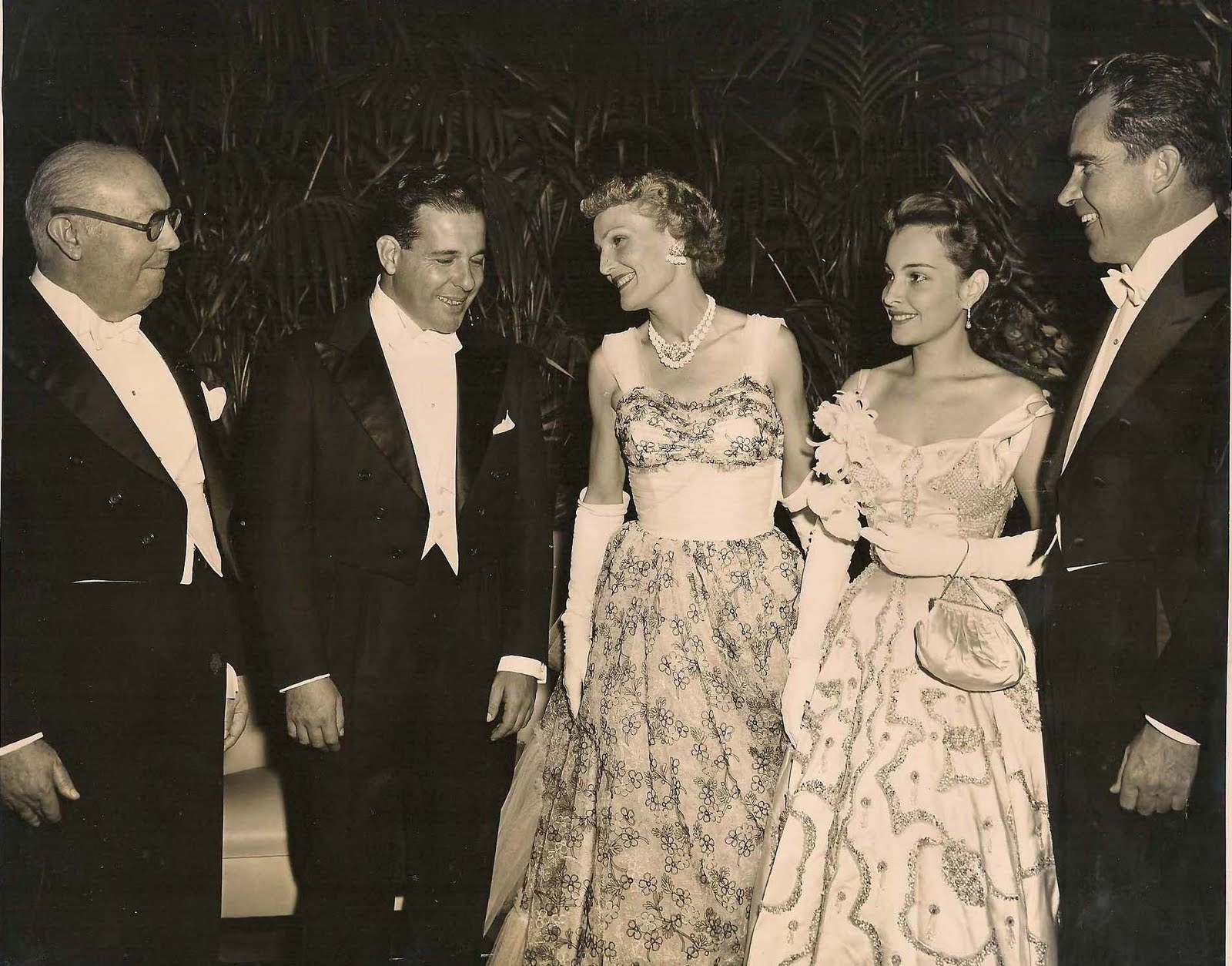
Maria Thereza Goulart, João Goulart, Pat Nixon, Richard Nixon e o embaixador João Carlos Muniz, durante visita oficial aos Estados Unidos em 1956.

Durante o governo JK, nasceram seus filhos João Vicente (1956) e Denise (1957). Em sua vida privada, Jango mantinha valores tradicionais, o que por vezes contrastava com sua imagem pública progressista. São conhecidos relatos de seus casos extraconjugais durante este período.
Ao final do mandato de JK, a economia brasileira enfrentava instabilidade, e Jango passou a defender a necessidade de reformas constitucionais para adequar a legislação à realidade social do país. Para as eleições de 1960, o PTB apoiou a candidatura do Marechal Lott à presidência, com Jango novamente como candidato a vice. Dada a fraqueza eleitoral de Lott frente ao popular Jânio Quadros (candidato pela UDN e outras legendas), surgiu a chapa informal "Jan-Jan" (Jânio para presidente, Jango para vice), que se mostrou vitoriosa. Jango foi reeleito vice-presidente com 4,5 milhões de votos.

#### Governo Jânio Quadros (1961)
Jânio Quadros assumiu a presidência em 31 de janeiro de 1961, herdando um país com graves problemas econômicos. Adotou um estilo austero e moralista, com medidas como a proibição do uso de biquíni na televisão. Na política externa, buscou uma postura independente, restabelecendo relações com países socialistas e condecorando Che Guevara com a Ordem Nacional do Cruzeiro do Sul, o que desagradou tanto a UDN quanto os Estados Unidos.
Jango, como vice, foi alvo de investigações por supostas irregularidades em sua campanha, ordenadas por Jânio, o que tensionou a relação entre os dois. Em julho de 1961, Jango chefiou uma missão comercial à China, com escalas na União Soviética, onde foi recebido por Nikita Khrushchov e conheceu os cosmonautas Gherman Titov e Yuri Gagarin. Em Pequim, encontrou-se com Mao Tsé-Tung. Foi durante essa viagem que, em 25 de agosto de 1961, Jânio Quadros renunciou à presidência.

### Crise da Renúncia e Campanha da Legalidade

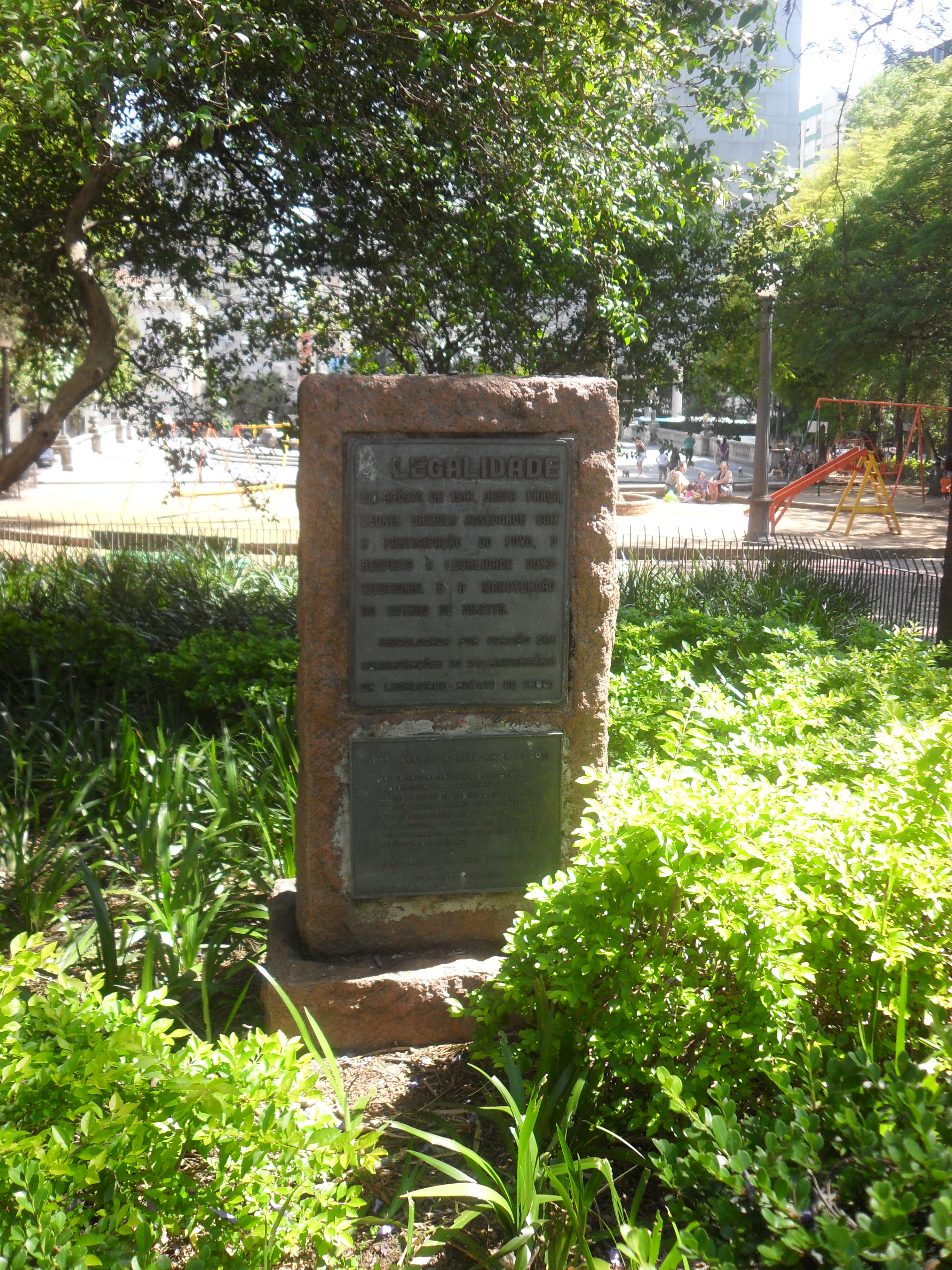
Placa no Palácio Piratini em Porto Alegre, alusiva à Campanha da Legalidade liderada por Leonel Brizola em 1961.

A renúncia de Jânio Quadros desencadeou uma grave crise político-militar. Os ministros militares, General Odílio Denys (Exército), Brigadeiro Gabriel Grün Moss (Aeronáutica) e Almirante Sílvio Heck (Marinha), formaram uma junta militar informal e se opuseram à posse de João Goulart, então em viagem à China, acusando-o de ligações com o comunismo. O presidente da Câmara dos Deputados, Ranieri Mazzilli, assumiu interinamente a presidência, mas o poder de fato estava com os ministros militares, que ameaçaram prender Jango caso ele retornasse ao Brasil.
No Rio Grande do Sul, o governador Leonel Brizola, cunhado de Jango, liderou a Campanha da Legalidade, um movimento de resistência civil e militar que exigia o respeito à Constituição e a posse de Goulart. Brizola utilizou a Rádio Guaíba para formar a "Rede da Legalidade", transmitindo discursos e mobilizando a população e setores das Forças Armadas. O Comandante do III Exército, General José Machado Lopes, aderiu ao movimento, o que foi crucial para evitar um confronto armado imediato.
Jango, retornando da China, fez escalas em Paris e Nova Iorque antes de seguir para Montevidéu. No Uruguai, negociou com uma comissão de parlamentares brasileiros, liderada por Tancredo Neves, uma solução para a crise: a adoção do parlamentarismo, como forma de permitir sua posse, mas com poderes reduzidos. Apesar da resistência de Brizola, que defendia uma postura mais enérgica, Jango aceitou a emenda parlamentarista, aprovada pelo Congresso Nacional em 2 de setembro de 1961.

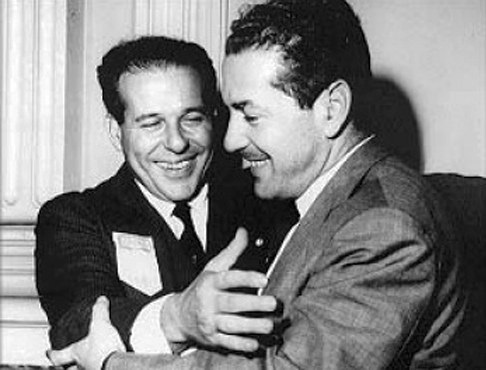
Jango e seu cunhado, Leonel Brizola, figuras centrais da política trabalhista brasileira.

Goulart retornou a Porto Alegre em 1º de setembro e, em 5 de setembro, chegou a Brasília, onde tomou posse como presidente da República no dia 7 de setembro de 1961, sob o novo regime parlamentarista.

## Presidência da República

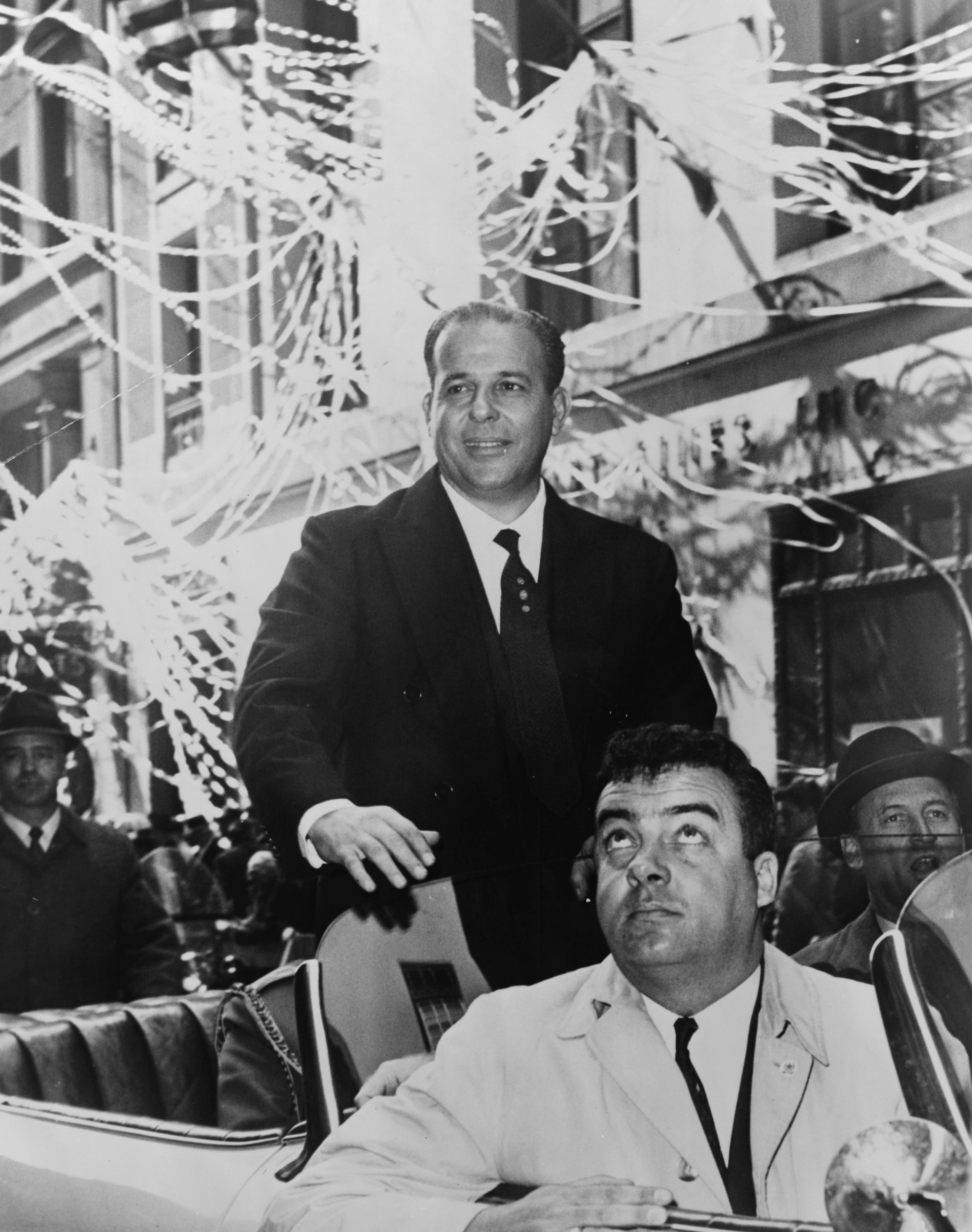
Jango desfila em carro aberto durante visita aos Estados Unidos, em abril de 1962, já como Presidente da República do Brasil.

Posse de João Goulart como Presidente da República, 7 de setembro de 1961. Arquivo Nacional.

João Goulart assumiu a presidência em um cenário de profunda crise política e econômica. Seu discurso de posse enfatizou a necessidade de "união, democracia e reformas". O regime parlamentarista limitava seus poderes, com a chefia de governo exercida por um primeiro-ministro. Três gabinetes se sucederam: Tancredo Neves (setembro de 1961 a junho de 1962), Brochado da Rocha (julho a setembro de 1962) e Hermes Lima (setembro de 1962 a janeiro de 1963).

Presidente João Goulart inaugura duas turbinas na Usina Hidrelétrica de Três Marias (MG), em 1962. Arquivo Nacional.

Em 1962, o governo lançou o Plano Trienal de Desenvolvimento Econômico e Social, elaborado pelo economista Celso Furtado, com o objetivo de controlar a inflação e retomar o crescimento econômico, prevendo também investimentos em reformas sociais. No entanto, o plano enfrentou dificuldades de implementação e forte oposição política e empresarial. Também em 1962, Jango sancionou a Lei nº 4.130, que, entre outras alterações na legislação previdenciária, eliminou a idade mínima para aposentadoria por tempo de serviço, medida que vigoraria até a reforma da previdência de 2019.

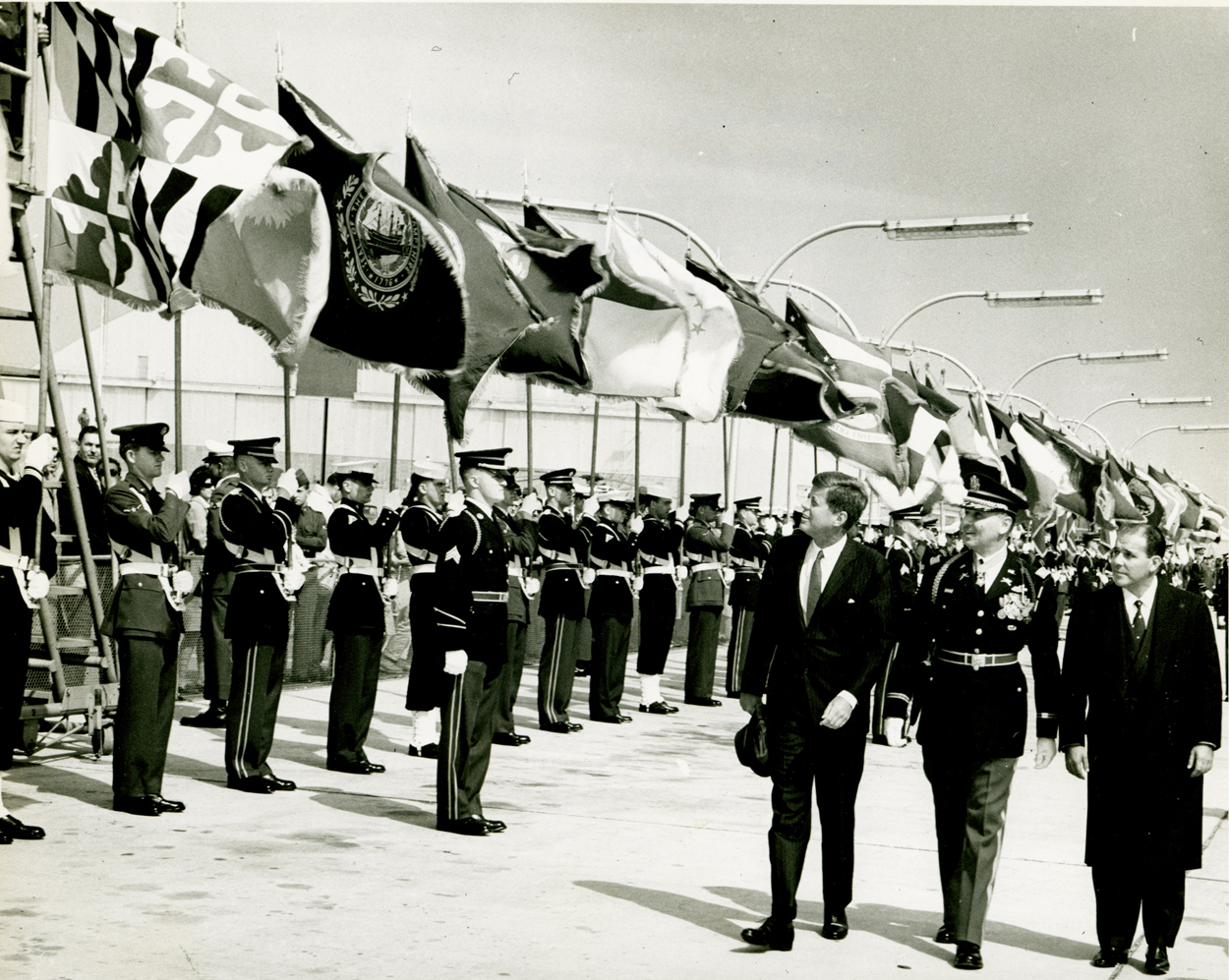
João Goulart e John F. Kennedy, então presidente dos Estados Unidos, revistam tropas americanas em abril de 1962, durante visita oficial de Jango a Washington, D.C. Ao lado de Kennedy, o General Charles Murray.

Em 6 de janeiro de 1963, um plebiscito decidiu pela volta do presidencialismo, com ampla vitória (cerca de 80% dos votos) para o "não" ao parlamentarismo, o que restituiu plenos poderes a João Goulart.

#### Reformas de Base
Com a restauração do presidencialismo, Jango buscou implementar seu programa de Reformas de Base, um conjunto de medidas que visavam modernizar as estruturas econômicas e sociais do país. As principais propostas incluíam:
- Reforma Agrária: Democratização do acesso à terra, com desapropriação de latifúndios improdutivos ou localizados às margens de eixos rodoviários e ferroviários federais, e a promulgação do Estatuto do Trabalhador Rural, estendendo direitos trabalhistas ao campo.[90][91] A implementação dependia de emenda constitucional para permitir indenizações com títulos da dívida pública.
- Reforma Educacional: Valorização do magistério, expansão do ensino público, combate ao analfabetismo (utilizando o Método Paulo Freire) e reforma universitária com o fim da cátedra vitalícia.
- Reforma Fiscal e Tributária: Busca por justiça fiscal, aumento da arrecadação e controle da remessa de lucros de empresas multinacionais para o exterior (regulamentado pelo Decreto nº 53.451/64).[92]
- Reforma Eleitoral: Extensão do direito de voto aos analfabetos e militares de baixa patente, e legalização do PCB.
- Reforma Urbana: Medidas para o uso justo do solo urbano, planejamento das cidades e acesso à moradia, com projetos elaborados em conjunto com o IAB.[93][94]
- Reforma Bancária: Ampliação do acesso ao crédito para produtores.

As reformas também previam a nacionalização de setores estratégicos e maior controle estatal sobre a economia. Contudo, encontraram forte resistência no Congresso Nacional, em setores empresariais, latifundiários e na classe média conservadora, além da oposição de parte das Forças Armadas e da imprensa.

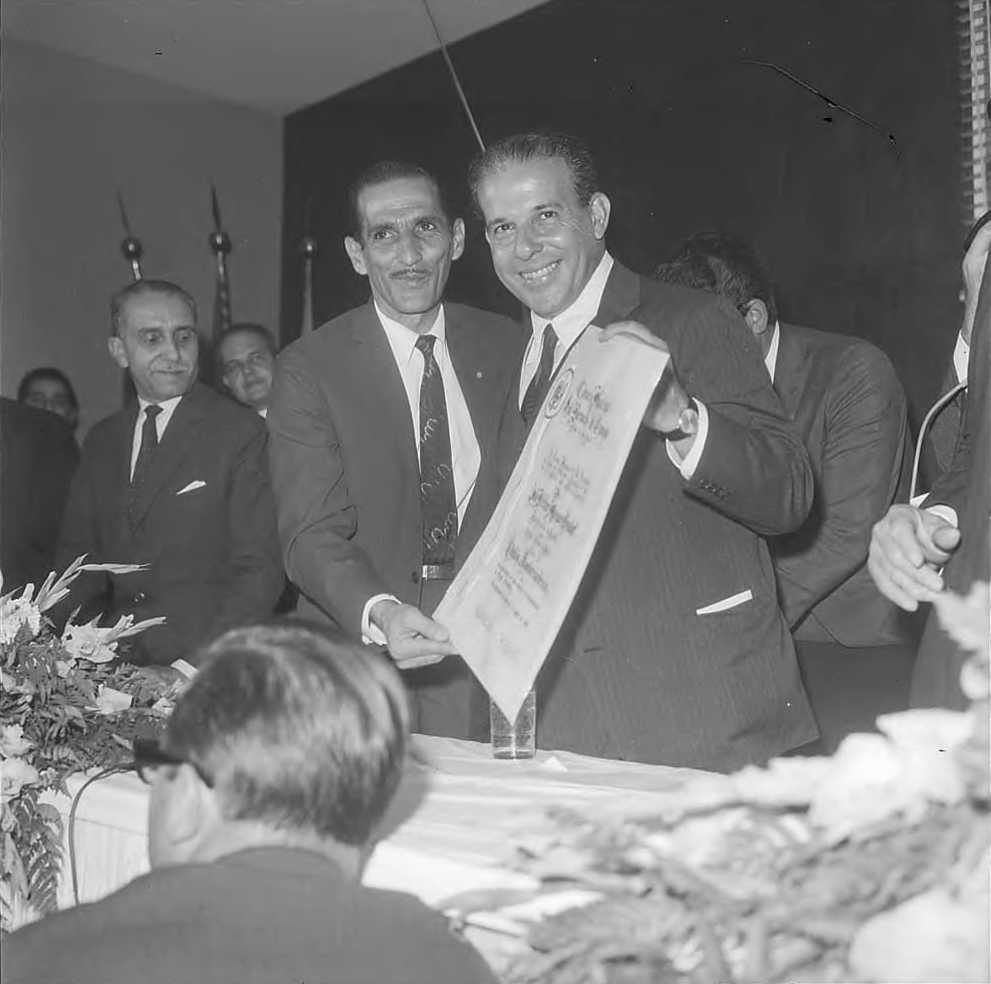
João Goulart recebendo o título de Cidadão de São Bernardo do Campo em 1963.

A crescente politização nos quartéis, especialmente entre praças (sargentos, cabos e marinheiros), aumentou a tensão. A Revolta dos Sargentos em Brasília (setembro de 1963), motivada pela inelegibilidade de sargentos, e a postura de Jango, vista como leniente, agravaram a crise com a alta oficialidade militar. O pedido de estado de sítio feito por Jango em outubro de 1963, após uma entrevista crítica de Carlos Lacerda, foi retirado por falta de apoio no Congresso, desgastando ainda mais o presidente.
No Comício da Central, em 13 de março de 1964, Jango anunciou decretos nacionalizando refinarias de petróleo privadas e desapropriando terras às margens de rodovias e ferrovias federais (Decreto nº 53.700), buscando apoio popular para suas reformas e criticando a oposição. A resposta conservadora foi a Marcha da Família com Deus pela Liberdade, em 19 de março, em São Paulo, mobilizando a opinião pública contra o que consideravam uma ameaça comunista. A Revolta dos Marinheiros no final de março, e a anistia concedida por Jango aos revoltosos, foram o estopim para a ação militar.

#### Crise dos Mísseis de Cuba (1962)
Durante a Crise dos mísseis de Cuba em outubro de 1962, o presidente dos EUA, John F. Kennedy, buscou o apoio do Brasil para uma eventual ação militar contra Cuba. Jango, em carta a Kennedy, manifestou a posição contrária do Brasil à intervenção, defendendo a autodeterminação dos povos e a solução pacífica de conflitos. Esta postura independente deteriorou as relações com o governo norte-americano, que passou a ver Jango com crescente desconfiança e hostilidade, considerando-o uma potencial ameaça aos interesses dos EUA na região.

## Golpe de Estado de 1964
Ver também

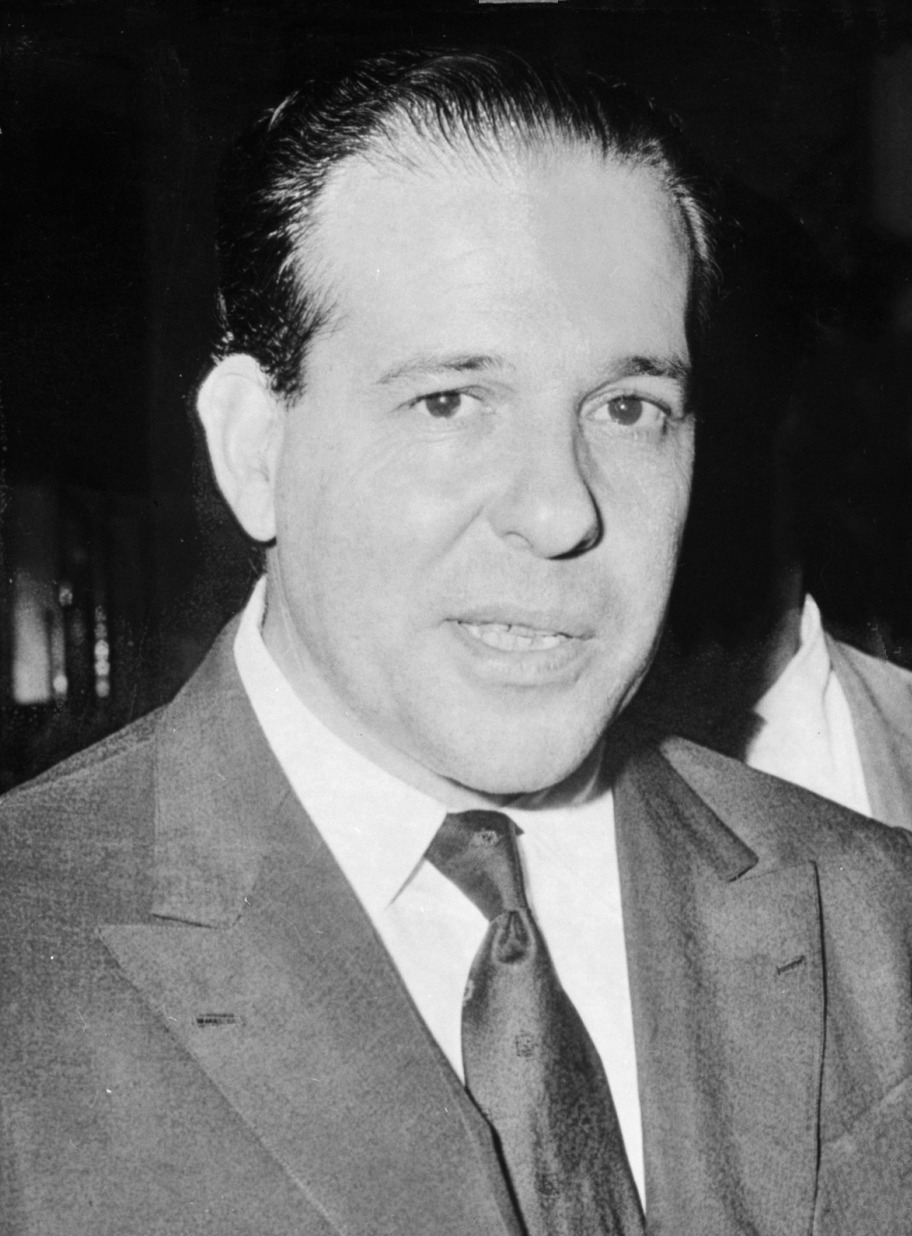
João Goulart em 1964, pouco antes do golpe.

A crise política atingiu seu clímax em 31 de março de 1964, quando o General Olímpio Mourão Filho, comandante da 4ª Região Militar em Juiz de Fora (MG), iniciou a movimentação de tropas em direção ao Rio de Janeiro, deflagrando o golpe militar. Outras unidades militares aderiram rapidamente ao movimento, que contou com o apoio de governadores de estados importantes como Carlos Lacerda (Guanabara), Magalhães Pinto (Minas Gerais) e Ademar de Barros (São Paulo).
Surpreendido no Rio de Janeiro, Jango voou para Brasília e, em seguida, para Porto Alegre na madrugada de 1º de abril, buscando apoio do III Exército, tradicionalmente legalista. Contudo, a resistência organizada mostrou-se inviável diante da rápida adesão de grande parte das Forças Armadas ao golpe e da falta de disposição de Jango em incitar um confronto armado, temendo uma guerra civil. De Porto Alegre, Jango seguiu para sua fazenda em São Borja e, em 2 de abril, cruzou a fronteira para o Uruguai, iniciando seu exílio.
Ainda em 2 de abril, mesmo com Jango em território nacional, o presidente do Senado, Auro de Moura Andrade, declarou vaga a Presidência da República em sessão tumultuada do Congresso Nacional. Assumiu interinamente Ranieri Mazzilli. Em 10 de abril, com a edição do Ato Institucional Número Um (AI-1), João Goulart teve seus direitos políticos cassados por dez anos.
A interpretação sobre as causas do golpe é complexa. Análises que atribuem a culpa exclusivamente à personalidade ou suposta incapacidade política de Jango são consideradas simplistas por muitos historiadores, que apontam para a intrincada conjuntura social, econômica e geopolítica da Guerra Fria, além da articulação de interesses de diversos grupos nacionais e internacionais.

## Vida no exílio

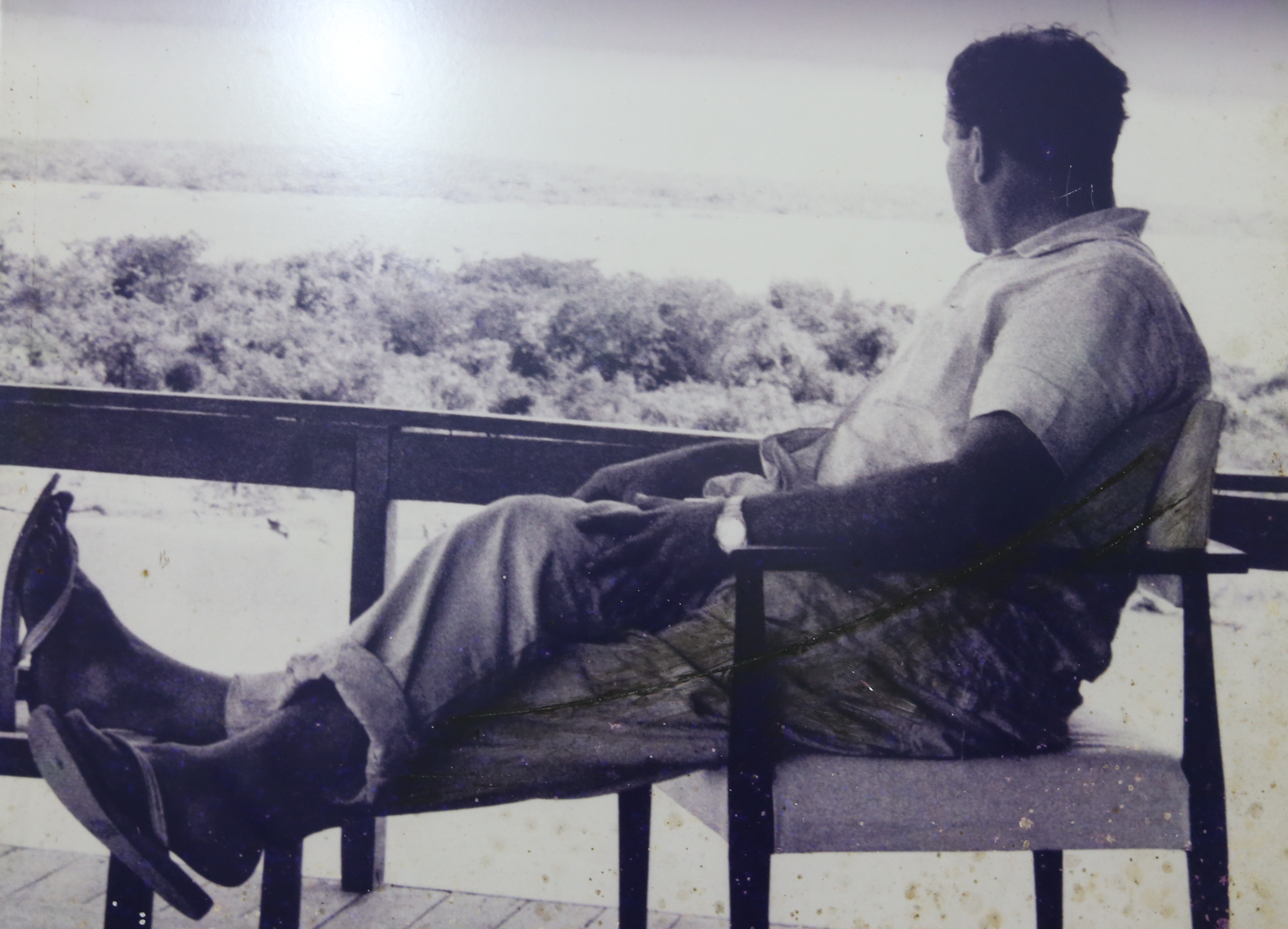
João Goulart durante o exílio na Argentina.

João Goulart viveu no exílio de 1964 até sua morte em 1976. Inicialmente estabeleceu-se no Uruguai, onde possuía propriedades rurais e se dedicou à agropecuária. Em 1966, participou da articulação da Frente Ampla, um movimento político que reunia lideranças de diferentes matizes ideológicos, como Carlos Lacerda e Juscelino Kubitschek, com o objetivo de restaurar a democracia no Brasil por vias pacíficas. A Frente Ampla, no entanto, foi proscrita pelo regime militar em 1968, marcando o fim da atividade política pública de Jango.
No final de 1973, a convite do presidente argentino Juan Domingo Perón, Goulart mudou-se para Buenos Aires. Perón planejava sua colaboração em projetos de exportação de carne, mas a oposição de José López Rega, influente ministro de Perón, impediu sua participação formal no governo argentino. Mesmo assim, Jango permaneceu na Argentina.
Em março de 1976, um plano para sequestrar seu filho, João Vicente, atribuído a grupos de extrema-direita argentinos, foi desmantelado pela polícia em La Plata. O episódio aumentou as preocupações com sua segurança e o levou a considerar mais seriamente um retorno ao Brasil, o que foi adiado devido ao contexto político e às eleições que se aproximavam.

## Morte
João Goulart faleceu em 6 de dezembro de 1976, aos 57 anos, em sua fazenda "La Villa", no município de Mercedes, província de Corrientes, na Argentina. A causa oficial da morte foi um infarto agudo do miocárdio. A pedido da família, não foi realizada autópsia na época, o que alimentou especulações sobre um possível assassinato. Seu funeral em São Borja atraiu cerca de 30 mil pessoas, apesar da censura imposta pela ditadura militar à cobertura do evento.
A suspeita de que Jango teria sido assassinado no âmbito da Operação Condor – uma aliança entre os regimes militares da América do Sul para perseguir opositores – foi levantada por familiares, políticos como Leonel Brizola, e outras personalidades. Em 2008, o ex-agente do serviço de inteligência uruguaio, Mario Neira Barreiro, declarou à Folha de S.Paulo que Goulart fora envenenado a mando do delegado Sérgio Fleury, do DOPS, com autorização do então presidente Ernesto Geisel. Documentos do SNI e do governo uruguaio, revelados posteriormente, indicavam monitoramento intenso de Jango no exílio e mencionavam planos de atentado contra ele.
Contudo, o historiador Luiz Alberto Moniz Bandeira, que conviveu com Jango no exílio, contestou a tese de assassinato, atribuindo-a à busca da família por indenizações e afirmando que Goulart morreu de infarto, devido a problemas cardíacos preexistentes e descuido com a saúde.

### Exumação do corpo para exames

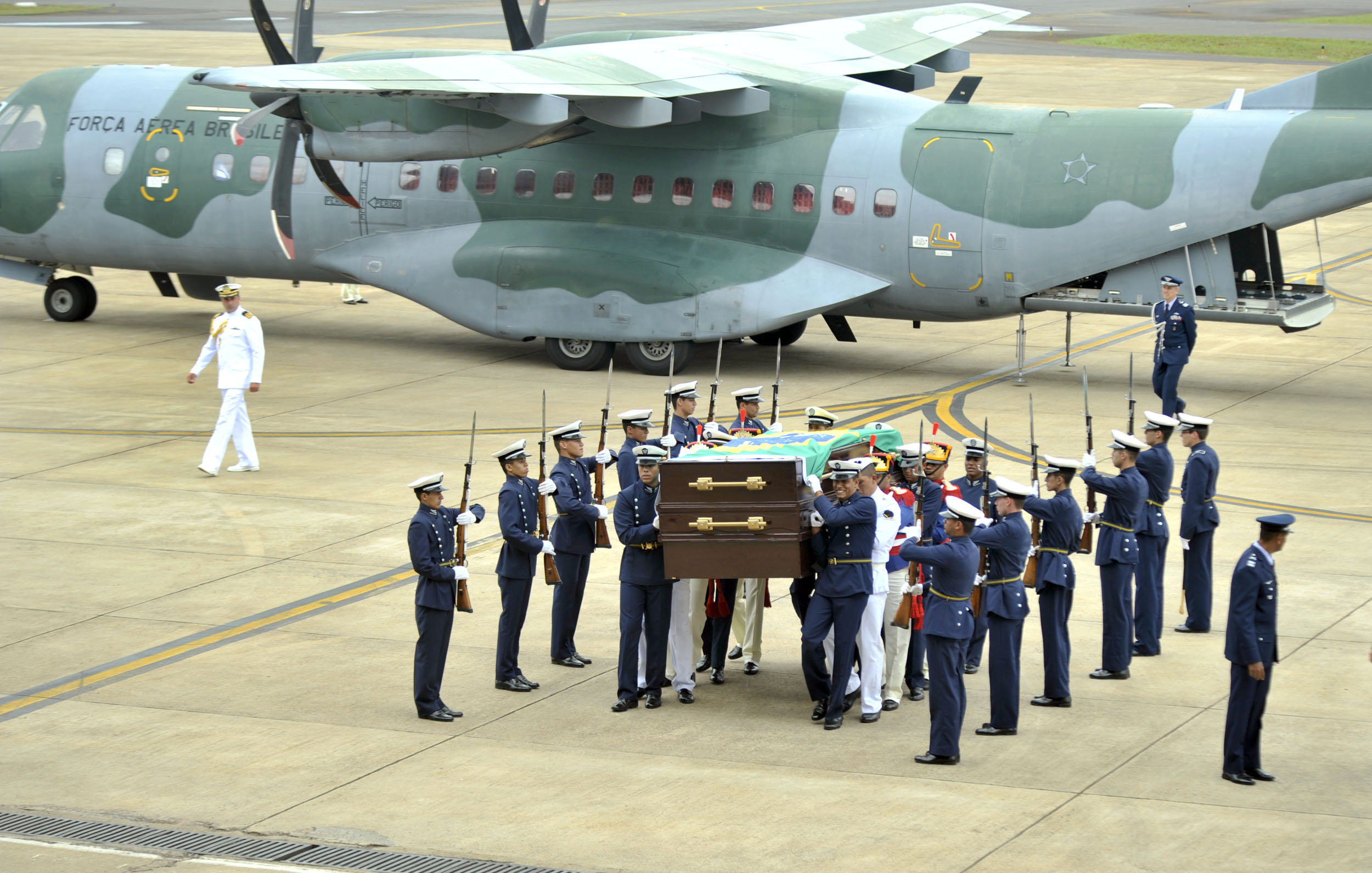
Transporte dos restos mortais do ex-presidente João Goulart em Brasília, em 13 de novembro de 2013, para exames periciais.

Em 2013, a Comissão Nacional da Verdade (CNV) autorizou a exumação dos restos mortais de João Goulart para investigar as causas de sua morte. O procedimento foi realizado em novembro de 2013 por uma equipe multidisciplinar de peritos brasileiros e internacionais. Em dezembro de 2014, o laudo da exumação foi divulgado, sendo inconclusivo quanto à hipótese de envenenamento, devido ao estado de deterioração dos restos mortais e à possível degradação de substâncias tóxicas ao longo do tempo. Os restos mortais de Jango receberam honras de Chefe de Estado em Brasília antes de retornarem a São Borja.

## Legado e Avaliação Histórica
A figura de João Goulart e seu governo são objeto de intenso debate e reavaliação na historiografia brasileira. Inicialmente retratado por seus opositores e pela ditadura militar como um líder fraco, demagogo e simpático ao comunismo, que teria conduzido o país à beira do caos, sua imagem passou por um processo de revisão, especialmente após a redemocratização.
Muitos historiadores e analistas contemporâneos destacam seu compromisso com a democracia e as reformas sociais, vendo-o como um nacionalista que buscou reduzir as desigualdades e promover um desenvolvimento mais autônomo para o Brasil. Suas propostas de Reformas de Base, embora não implementadas, são consideradas pioneiras e influenciaram debates e políticas públicas posteriores, encontrando eco em dispositivos da Constituição de 1988.
A anulação simbólica da sessão do Congresso que declarou vaga a presidência e a devolução simbólica de seu mandato em 2013 representaram um reconhecimento oficial da ilegalidade de sua deposição e um passo na reparação histórica de sua memória.

## Representações na cultura
- Jango (1984) - Documentário dirigido por Sílvio Tendler, fundamental para a redescoberta de sua trajetória no período da redemocratização.[122][123]
- Dossiê Jango (2013) - Documentário de Paulo Henrique Fontenelle, que investiga as circunstâncias da morte de Jango.[124]
- Legalidade (2019) - Filme de ficção histórica de Zeca Brito, focado na Campanha da Legalidade, com Jango interpretado por Fábio Rangel.[125]
- O Sequestro do Voo 375 (2023) - Filme de Marcus Baldini, onde Jango é interpretado por César Mello.
- Vestida de Silêncio - Futuro filme da diretora Susanna Lira, com Jango interpretado por Alexandre Nero.[126]
- Na minissérie JK (2006), da Rede Globo, foi interpretado por John Vaz.
- Na minissérie Anos Rebeldes (1992), da Rede Globo, foi interpretado por Ivan Cândido.

### Homenagens e anistia

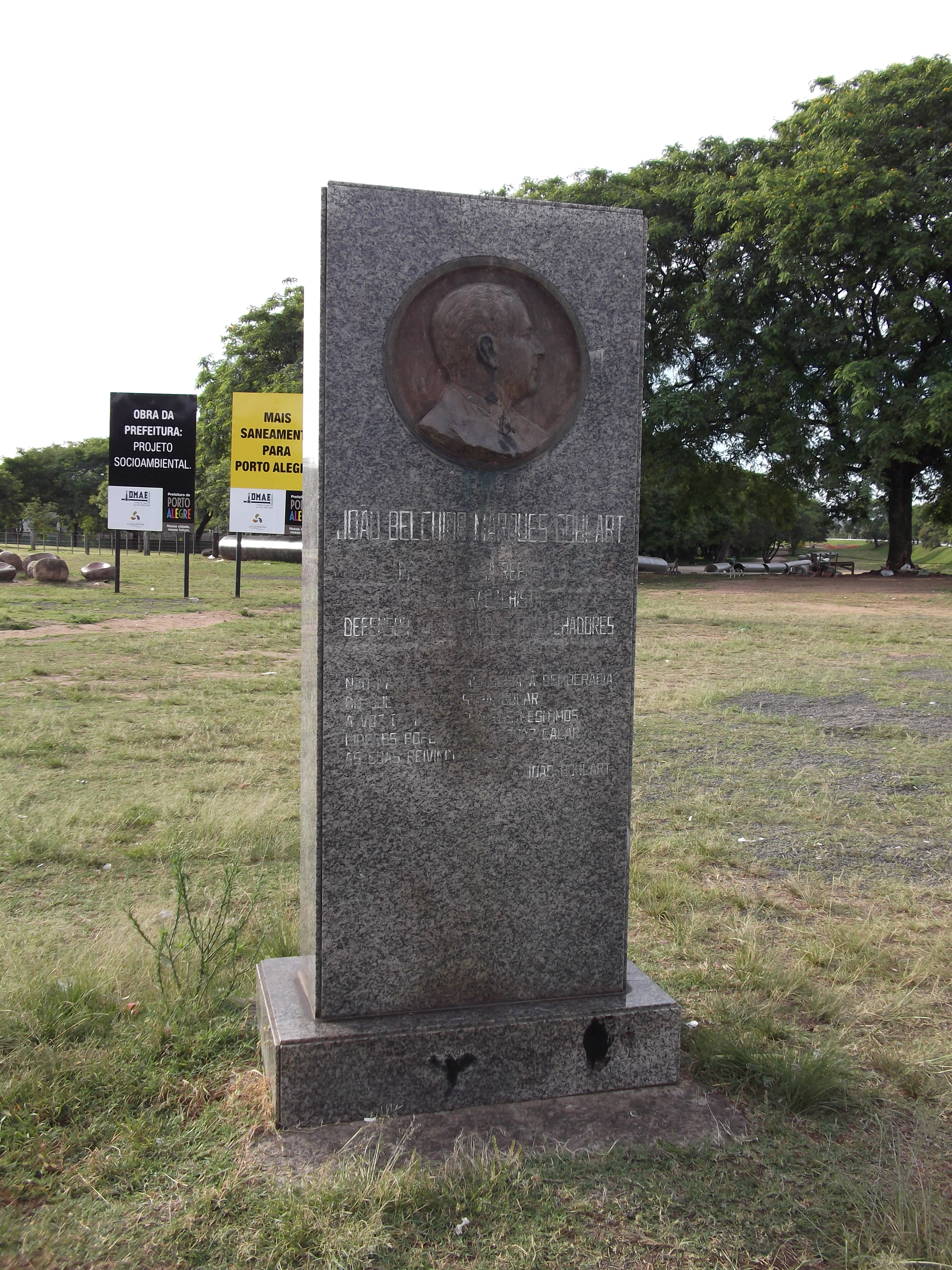
Monumento a João Goulart em Porto Alegre.

Diversas homenagens póstumas foram prestadas a João Goulart. Seu nome batiza escolas, ruas, avenidas e terminais rodoviários em várias cidades do Brasil, como o Terminal Rodoviário João Goulart em Niterói e a Via Expressa Presidente João Goulart (Linha Vermelha) no Rio de Janeiro.

Em 15 de novembro de 2008, a Comissão de Anistia Política do Ministério da Justiça concedeu anistia política post mortem a João Goulart. Sua viúva, Maria Teresa, recebeu uma pensão mensal e uma indenização simbólica. Na ocasião, o presidente Luiz Inácio Lula da Silva declarou: 
| “ | O governo reconhece os erros do passado e pede desculpas a um homem que defendeu a nação e seu povo do qual jamais poderíamos ter prescindido. | ” |

#### Cassação anulada pelo Congresso Nacional em 2013

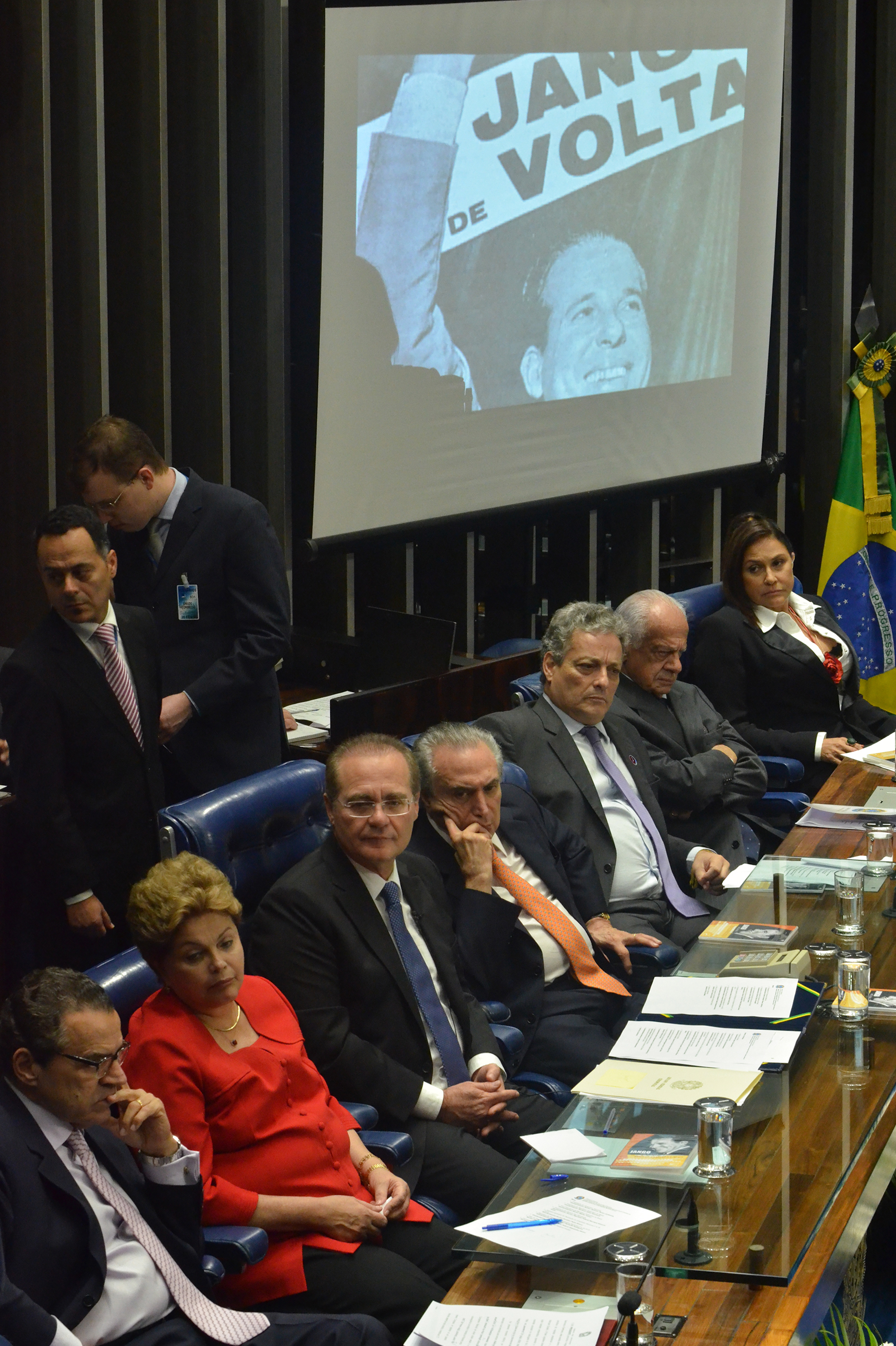
Sessão solene para a devolução simbólica do mandato presidencial de João Goulart, em 18 de dezembro de 2013. E/D: o deputado Alessandro Molon; o senador Randolfe Rodrigues; o presidente da Câmara, Henrique Eduardo Alves; a presidente Dilma Rousseff; o presidente do Congresso, senador Renan Calheiros; o vice-presidente da República, Michel Temer; João Goulart Filho; o senador Pedro Simon; e a cantora Fafá de Belém. José Cruz / Agência Brasil

Em 21 de novembro de 2013, em sessão conjunta, o Congresso Nacional aprovou simbolicamente o Projeto de Resolução nº 4/2013, de autoria do senador Pedro Simon e do deputado Domingos Sávio, que anulou a sessão de 2 de abril de 1964 que havia declarado vaga a Presidência da República. Argumentou-se que a declaração de vacância foi irregular, pois Jango ainda se encontrava em território nacional e no pleno exercício de suas funções.

#### Devolução simbólica do mandato presidencial
Em 18 de dezembro de 2013, o Congresso Nacional realizou uma sessão solene para a devolução simbólica do mandato presidencial de João Goulart. A cerimônia contou com a presença da então presidente Dilma Rousseff, de ex-presidentes da República, parlamentares e familiares de Jango, incluindo sua viúva, Maria Teresa Goulart, e seu filho, João Vicente Goulart. O ato foi considerado um gesto de reparação histórica e de reafirmação dos valores democráticos.

### Livro "Jango e Eu" e Panteão da Pátria
Em 2016, o Livro dos Heróis e Heroínas da Pátria, localizado no Panteão da Pátria e da Liberdade Tancredo Neves em Brasília, teve o nome de João Goulart inscrito, reconhecendo-o formalmente como herói nacional, através da Lei nº 13.341/2016.
Seu filho, João Vicente Goulart, publicou em 2022 o livro Jango e Eu: Memórias de um exílio sem volta, relatando as vivências da família durante o exílio e as investigações sobre a morte do ex-presidente.

### Família Goulart vs. Estados Unidos
Durante a promoção do seu livro em território brasileiro em novembro de 2002, Lincoln Gordon, ex-embaixador dos Estados Unidos no Brasil em 1964, admitiu que a CIA havia comprado parlamentares brasileiros por cinco milhões de dólares para o golpe contra João Goulart, além do suporte logístico e bélico. Isso levou a família Goulart a levantar um processo de indenização por danos morais, patrimoniais e à imagem contra os Estados Unidos, com o desejo de eventualmente levar o caso para o Tribunal de Haia.
A 3ª Turma do Superior Tribunal de Justiça, sob relatoria da ministra de Nancy Andrighi, teria de decidir se o ato foi um ato de império ("todo aquele que contém uma ordem ou decisão coativa da administração para o administrado, como o é um decreto expropriatório, um despacho de interdição de atividade ou uma requisição de bens") ou ato de gestão ("ato de gestão são os que a Administração pratica sem usar de sua supremacia sobre os destinatários. Tal ocorre nos atos puramente de administração dos bens e serviços públicos e nos negociais com os particulares, que não exigem coerção sobre os interessados"). Essa ação foi uma apelação após o juiz federal da 10ª Vara da Seção Judiciária do Rio de Janeiro ter extinto o processo, sob interpretação de ter sido um ato de império.
O Tribunal Regional Federal da 2ª Região considerou que a competência para cuidar do caso é do STJ. Nancy Andrighi considerou que os Estados Unidos cometeram um ato de gestão, assim, acolhendo o recurso. Porém, não houve consenso entre os ministros da 3ª Turma.
Em 2008, a família de João Goulart iniciou um processo nos Estados Unidos buscando acesso a documentos sigilosos e o reconhecimento da participação do governo norte-americano na desestabilização do governo Jango e no apoio ao golpe de 1964. A ação visava também obter reparações.

## Desempenho eleitoral
| Ano  | Eleição                        | Cargo             | Partido | Votos     | %      | Resultado  |
| ---- | ------------------------------ | ----------------- | ------- | --------- | ------ | ---------- |
| 1947 | Estaduais no Rio Grande do Sul | Deputado estadual | PTB     | 4 150     | —      | Eleito     |
| 1950 | Estaduais no Rio Grande do Sul | Deputado federal  | PTB     | 39 832    | —      | Eleito     |
| 1954 | Estaduais no Rio Grande do Sul | Senador           | PTB     | 346 198   | 23,10% | Não eleito |
| 1955 | Presidenciais do Brasil        | Vice-Presidente   | PTB     | 3 591 409 | 44,25% | Eleito     |
| 1960 | Presidenciais do Brasil        | Vice-Presidente   | PTB     | 4 547 010 | 36,09% | Eleito     |